# Château de Montmoreau
Le château de Montmoreau est sur la commune nouvelle de Montmoreau en Charente.

## Historique
La seigneurie est attestée depuis 1075 comme appartenant à Alo ou Alon, premier seigneur connu de Montmoreau. Selon Corlieu, Alo de Montmoreau est inhumé sous le porche de l'église de Bournet. Cette famille éponyme des seigneurs de Montmoreau sera en place jusque vers 1320.
En 1376 la seigneurie de Montmoreau a été vendue à Raymond de Mareuil (selon Simonnaud)[réf. nécessaire]. Le château initial - détruit pendant la guerre de Cent Ans - a été reconstruit sur place, au XVe siècle.
Au XVe siècle Guy, puis Jean de Mareuil seront successivement barons de Montmoreau,. Puis le château passera au XVIe siècle à la famille Prévost de Sansac, puis aux Rochechouart, enfin à une famille irlandaise, les Perry, jusqu'au milieu du XIXe siècle.
Le château a servi de gendarmerie, et il a été dévasté lors de la Seconde Guerre mondiale. Il fut par la suite acquis par M. Tête, artiste peintre et sculpteur, qui l'a restauré en partie.
La chapelle, datant du XIIe siècle, a été classée monument historique le 15 mai 1952, et les façades et les toitures du château le 18 septembre 1952.

## Architecture
Le château domine la vallée de la Tude et la petite ville de Montmoreau.
Du château du XIe siècle restent des vestiges de l'enceinte intérieure, une porte monumentale, une partie de mur et deux tours. C'est entre ces deux tours qu'a été rebâti sur les remblais au XVe siècle le château actuel sous forme d'un manoir à l'abri de ses enceintes. Le logis est flanqué côté cour, d'une tour polygonale contenant l'escalier à vis.
La chapelle romane à trois absidioles, située dans les jardins, qui daterait du XIe siècle est classée monument historique.  

Vues du château
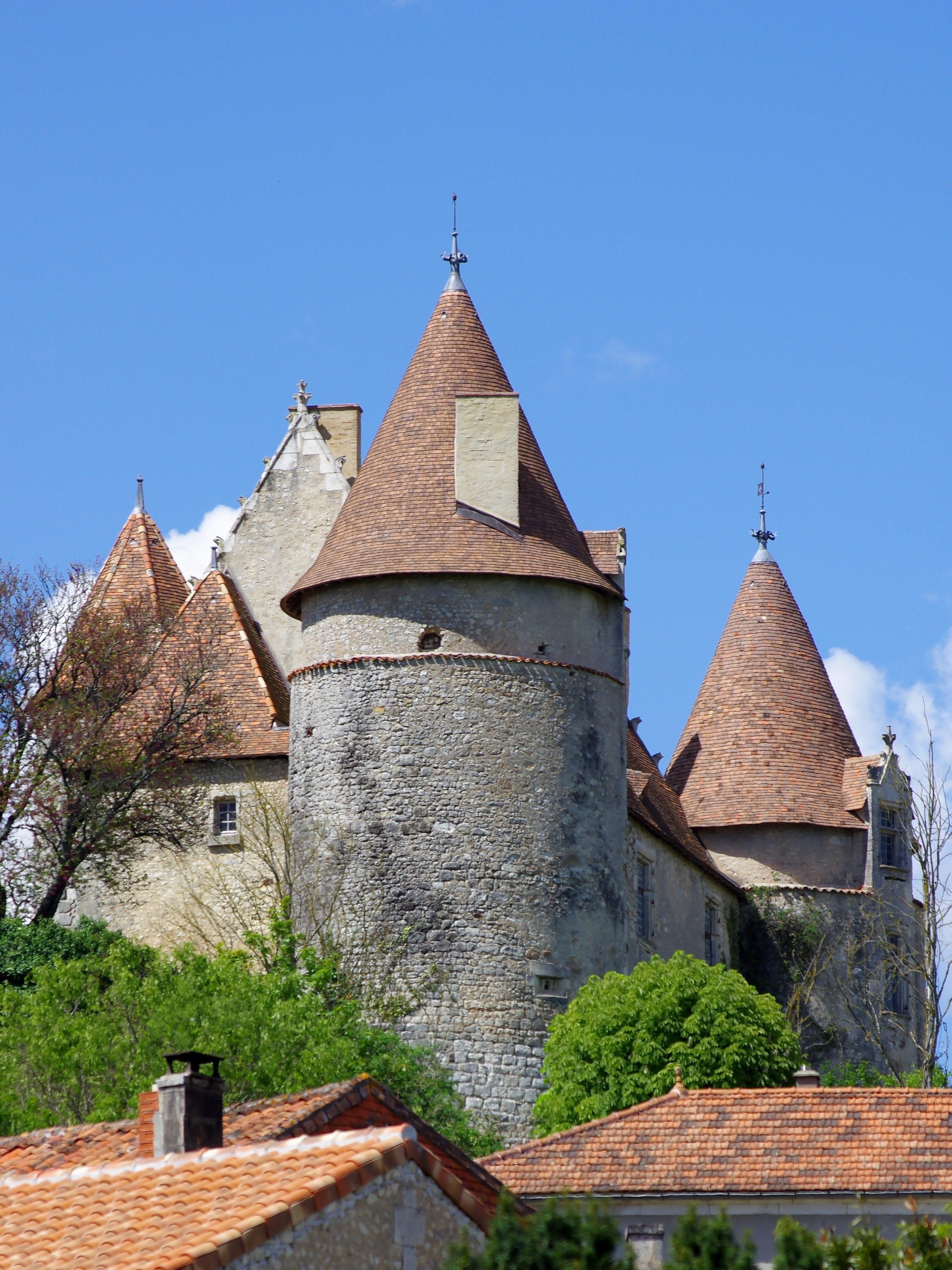
Vue du sud
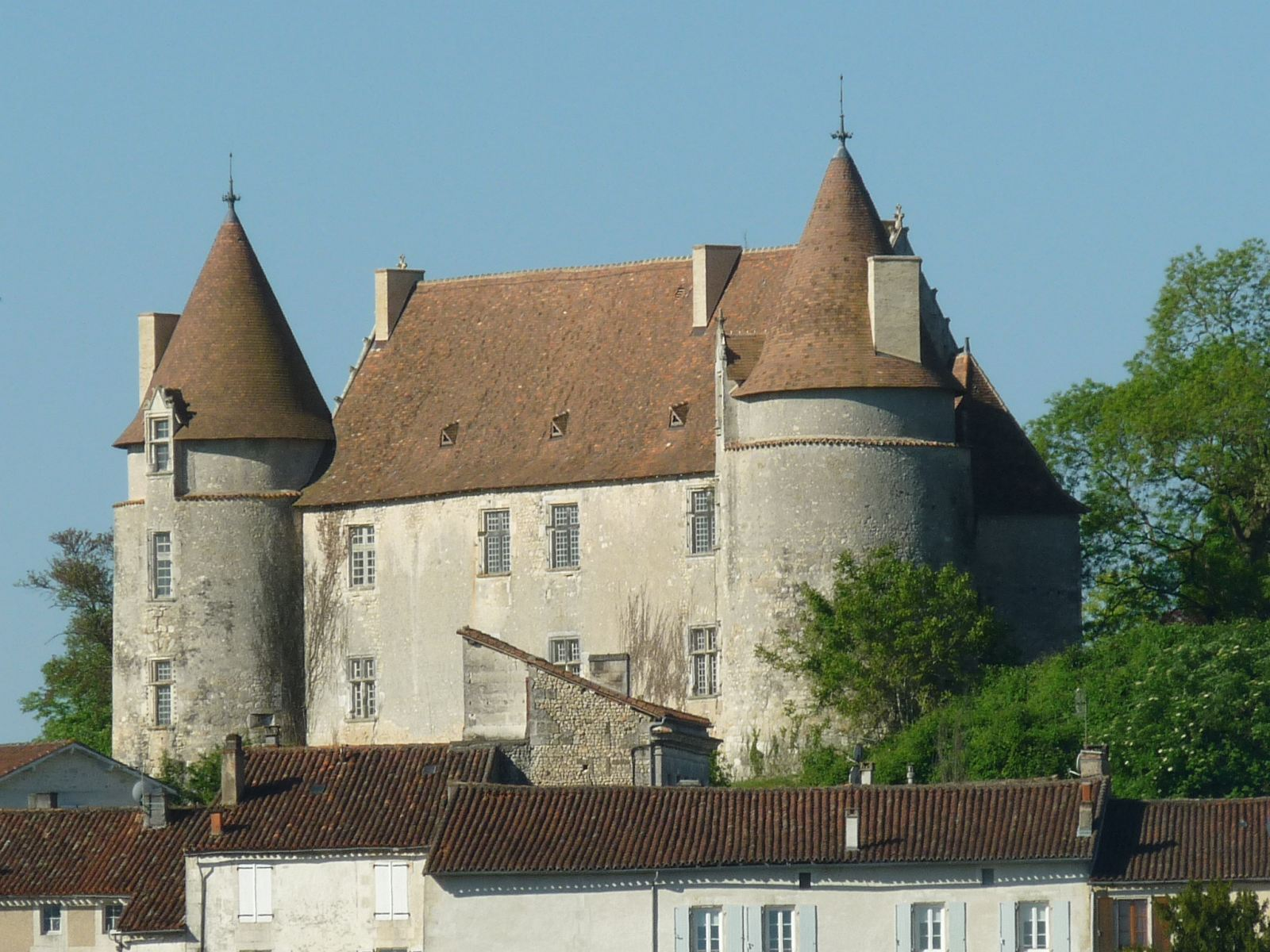
Vue du nord-est
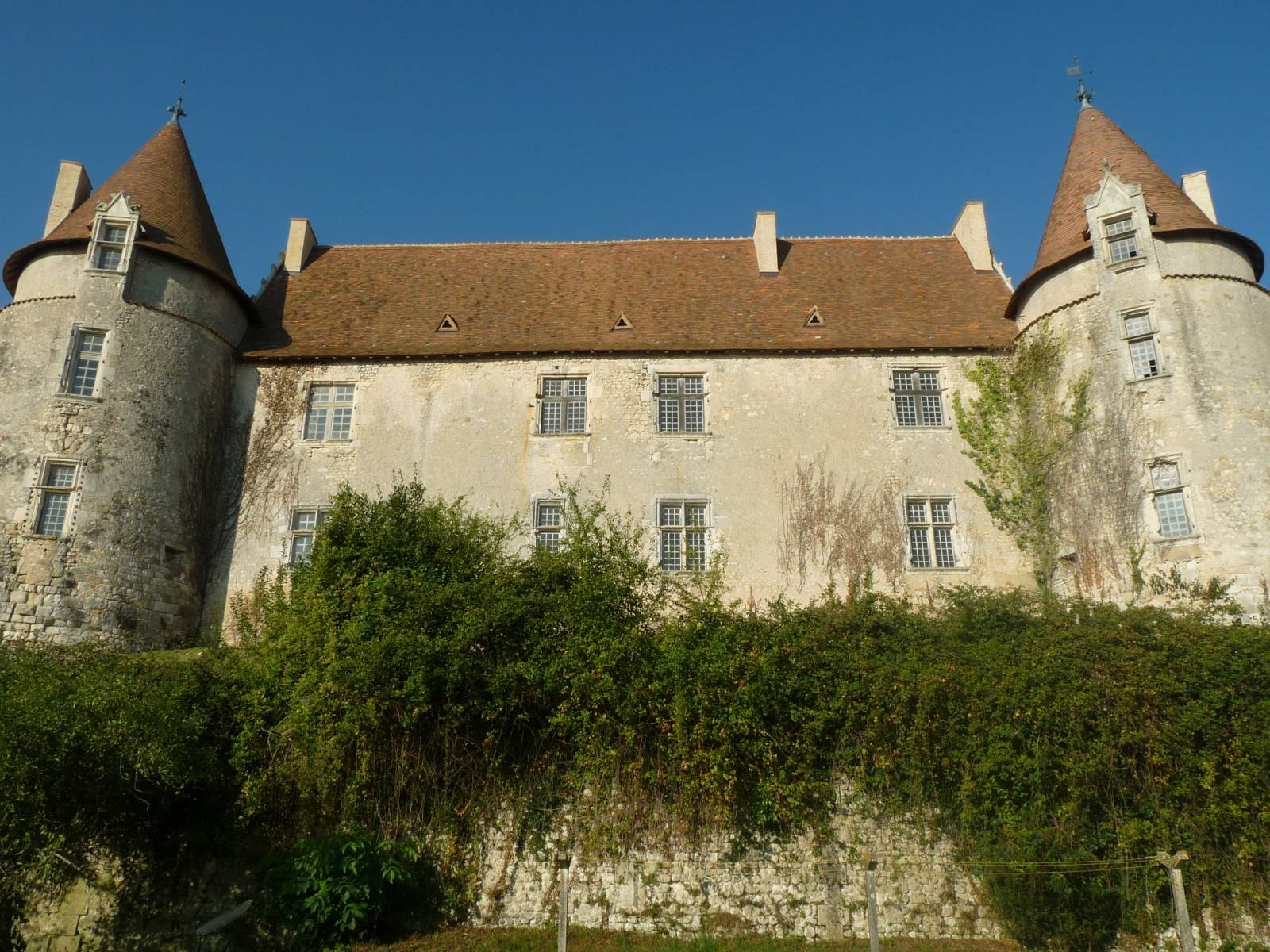
Vue du pied, à l'est
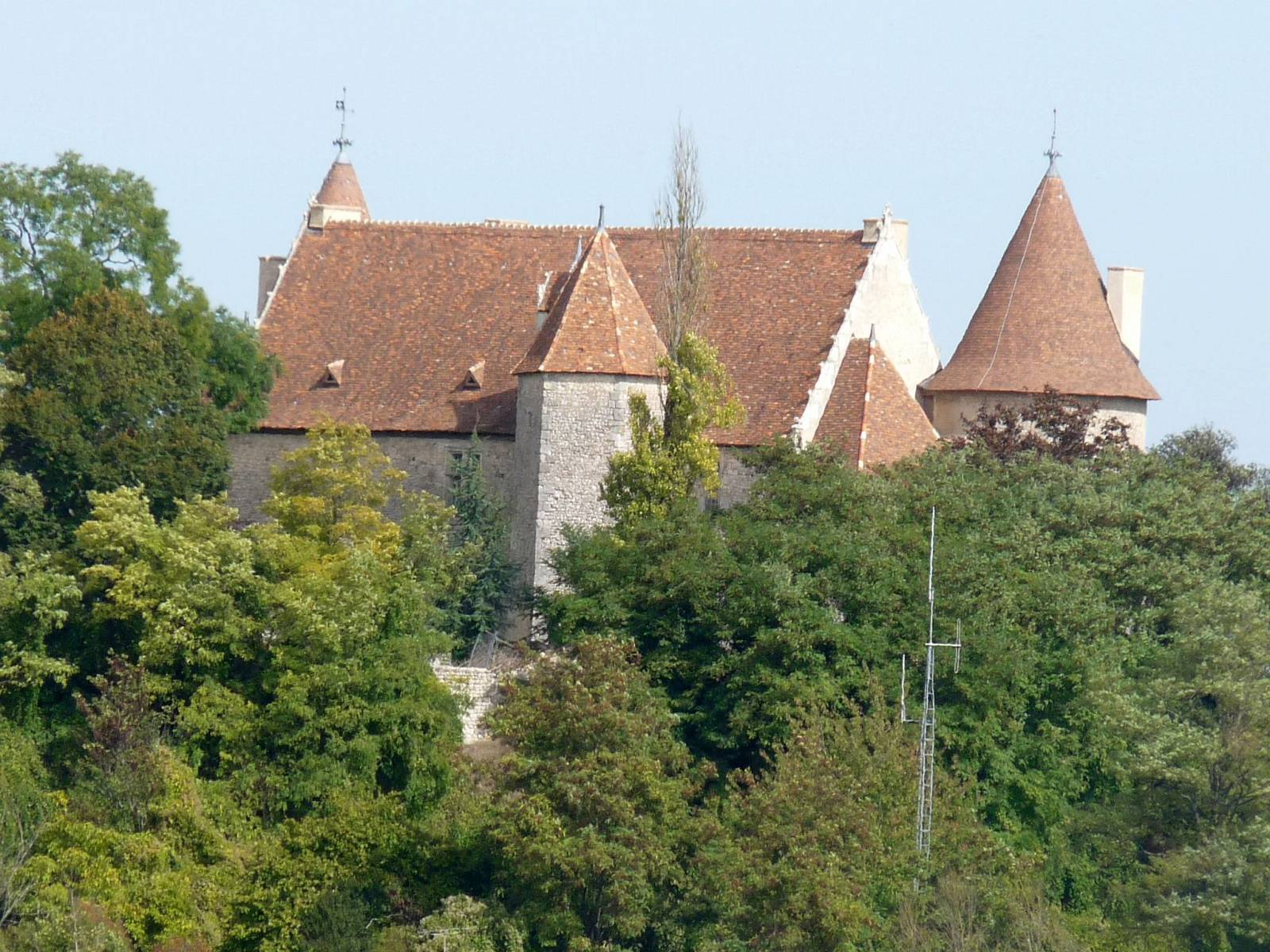
Vue du sud-ouest